# Trichocera villosa
Trichocera villosa är en tvåvingeart som beskrevs av Jaroslav Stary 2009. Trichocera villosa ingår i släktet Trichocera och familjen vintermyggor.
Artens utbredningsområde är Tjeckien. Inga underarter finns listade i Catalogue of Life.